# 西川進
西川 進（にしかわ すすむ、1962年7月9日 - ）は、日本のギタリスト、スタジオ・ミュージシャン、作曲家、編曲家、音楽プロデューサー。滋賀県近江八幡市出身。音楽事務所「Smash Room」代表。

## 来歴
1986年、バンド「SCOOP」でメジャー・デビュー。1990年代以降はスタジオ・ミュージシャンとして様々なアーティストのサポートやレコーディングに参加するようになる。
1998年5月、CHAGE初となるソロライブ「大いに歌う」中国・上海体育館と日本武道館の2公演に参加。以降も、2008年の「アイシテル」から2021年現在の「Boot up!!」に至るまでツアーに参加しており、バンドマスターも兼任している。
1998年-1999年、椎名林檎のレコーディングに参加。また彼女のバックバンド「虐待グリコゲン」の初代ギタリストとしてライブイベントや全国ツアーにも参加する。
1999年5月-2001年1月、谷口宗一率いるバンド「The Trip White Hornet」のギタリストとして活動する。
2000年から2005年まで、矢井田瞳の専属プロデュース・チーム「ダイヤモンド◆ヘッド」のメンバーとして楽曲制作に参加。そのメンバーを中心にツアーのバックバンドも務める。
2001年7月、バンド「SMASH PINK NOISE」を結成、2002年11月まで活動する。
2003年11月、 バンド「goat star」を結成。
2005年、バンド「イツカノオト」を結成。2007年11月から活動休止に入るが、2017年に再始動する。同年、バンド「JUNK FUNK PUNK」を結成。
2006年 、堂本剛ソロプロジェクト ENDLICHERI☆ENDLICHERI に参加、年間100本のライブを行なう。
2007年、ソロ活動開始。ソロとしては初のライブを皮切りに全国ツアーを開催する。10月、アンジェラ・アキの全国ツアーに参加。
2008年7月、1stソロアルバム『病院のクスリ』をリリース。12月、2ndソロアルバム『ココロに麻酔』をリリース。
2009年5月から2010年4月にかけて「オリジナル楽曲の1年間毎月配信」を達成、ワンマンライブやコラボ等のイベントも数多く行う。
2010年、制作に参加した「いきものがかり」のアルバム『ハジマリノウタ』（収録曲「未来惑星」の編曲）が第52回日本レコード大賞「最優秀アルバム賞」受賞。
2011年よりDef Techと阿部真央のツアーやレコーディングに参加。
2012年、3rdソロアルバム『反物質』をリリース。
2013年、ライブツアー 「すすむ☆晴れ男ツアー2013」開催。3月-6月、D-LITE（BIGBANG）の初のソロツアーに参加。4月13日・14日、ももいろクローバーZの西武ドーム公演に出演。5月18日-19日、音楽プロデューサー亀田誠治主催のイベント「亀の恩返し2013」に出演。7月-9月、miwaのライブツアーに参加。10月、阿部真央の全国ツアーに参加。
2014年、4thソロアルバム『奇跡のカケラ』をリリース。5月、国立競技場最後の音楽イベント「SAYONARA 国立競技場 FINAL WEEK JAPAN NIGHT」にspecial bandのメンバーとして参加。8月、大塚愛の5年半ぶりの全国ツアーに参加。
2015年3月、阿部真央の全国ツアーに参加。9月、大塚愛のアニバーサリーライブに参加。
2016年〜　アニメイベントANIMAX MUSIX（横浜アリーナ/大阪城ホール）ハウスバンドのバンドマスターを務める。2月〜ももいろクローバーZ　ドームツアーに参加。3月、およそ10年ぶりにレコーディングに参加した矢井田瞳のアルバム『TIME CLIP』がリリースされる。
2017年〜2018年　阿部真央、Chage、大塚愛のツアーやイベントなど参加。

## 人物
感情を全面に押し出したプレイスタイルから「感情直結型ギタリスト」と称され、独創的かつ存在感のあるギタープレイで独自の演奏スタイルを築き上げている。思いきりネックを立てたギターの構えが独特で、1曲でピックをダメにする強烈なピッキングはライブでピックの削りかすが舞っているのを確認出来るほどである。イギリスのサウンドを軸とし、エフェクターなどを多用したギタープレイを持ち味にしている。
トレードマークはモッズマナーのファッションや赤く染めたマッシュルームカット、そしてギブソン・SGのギター。
ソロやバンドでの活動を精力的に続ける一方、レコーディング、ライブにおけるサポートギタリストとして様々なアーティストを支えている。また作曲・編曲・音楽プロデュースにおいても各方面から高い評価を受けている。プロデュースワークのジャンルもBuono!、Syrup16g、LM.Cなど、アイドルからヴィジュアル系まで多岐に渡る。若手ミュージシャンやプレイヤーの才能育成にも力を入れており、自身の会社「Smash Room」による様々なサポートミュージシャンの斡旋やSkypeを使った一般向けのギタースクールも行なっている。
最初にサポートワークとして名を馳せたのは椎名林檎の作品で、アルバム『無罪モラトリアム』『勝訴ストリップ』収録の多くの楽曲でギターを弾いており、シングル「ギブス」のような豪快なファズギターは彼女の初期のサウンドイメージを作り上げた大きな要因であった。
次に片岡大志を中心に結成された矢井田瞳の専属プロデュースチーム「ダイヤモンド◆ヘッド」のメンバーとして楽曲制作・レコーディングやライブのサポートを務めたことで、以降、阿部真央、小南泰葉、大森靖子など「オルタナティヴ・ロックの女性シンガーソングライターのギタリストと言えば西川進」というほどの確固たる地位を築いた。
そのような強烈で個性の強いギターが印象的だが、いきものがかり、アンジェラ・アキ、井上陽水から堂本剛のサポートまで、そのプレイスタイルは幅広い。またテレビアニメ『涼宮ハルヒの憂鬱』の劇中歌「God knows...」におけるギター演奏、ももいろクローバーZ、ニコニコ動画出身のsupercellのサポート、SEGA「ソニック カラーズ」、任天堂Wii Uソフト「スプラトゥーン」のゲーム音楽など、アイドルやアニメ、ゲームや動画共有サービス方面でも人気の、現在の日本の音楽シーンを映し出すギタリストである。

## 所属グループ
SCOOP
最初にデビューしたバンド。メンバーは小林孝至（Vo）、西川進（G）、宇佐見聡（Bass）、阿部雅宏（Key）、川村準（Dr）。
The Trip White Hornet
谷口宗一が1997年秋に結成。メンバーは谷口（Vo&Gt）、田口智治（Key）、村田政隆（Bass）、野口薫（Dr）。西川は1999年5月に正式メンバーとして加入。
SMASH PINK NOISE
2001年7月にMIMORI（Vo）、平元純平（Bass）、小林哲也（Key）、石井悠也（Dr）と結成。2003年にCDをリリース。2002年11月から活動休止。
goat star
2003年12月に結成。メンバーは木村隼人（Vo）、HIDEO（Bass）、yoko（Dr）。木村とHIDEOは2004年にバンドAURORAを結成。
イツカノオト
2005年、HAPPY DRUG STOREのコバヤシヒロシやKAB.らと結成。しかしKAB.の脱退などにより2007年に無期限の活動休止となった。2017年、活動を再開。
JUNK FUNK PUNK
2005年、根岸孝旨（Bass）、岸利至（key, prog）と結成。

## 使用機材
| エレクトリック・ギター - Gibson SG Custom - Gibson SG Special - Gibson Les Paul Classic - Gibson Firebird - Fender Jazzmaster - G&L ASAT Classic - Rickenbacker Model330 - Rickenbacker Model330/12（12弦） - Rickenbacker Bass - GRETSCH Country gentleman - Fujigen Illumination Guitar アコースティック・ギター - Gibson J200 - Gibson J45 - Guild F50 - Takamine 12st - Arimitsu Guitar - YAMAHA Gut Guitar NCX2000FM ギター以外の弦楽器 - Electric Sitar JERRY JONES - Gibson flat mandolin - Irish Bouzouki - Ukulele | エフェクター - MXR Distorsion Ⅱ - Jim dumlop Cry baby wah pedal - Menatone - HOWIE - Z-Vex Fuzz Fuctory - Roger mayer VOODOO-VIBE - Roland SDE-3000 - Electro-Harmonix Holy Grail アンプ - HIWATT DR-103 - VOX AC30H2L V212H DAW - Pro Tools HDX system - RME Fireface UFX（LIVE用） |

## ディスコグラフィー

### 配信曲
|            | 発売日         | タイトル                              |
| ---------- | -------------- | ------------------------------------- |
| 第1回配信  | 2009年5月15日  | shining-fallen                        |
| 第1回配信  | 2009年5月15日  | ココロに麻酔 Studio Trip ver.         |
| 第1回配信  | 2009年5月15日  | it goes on                            |
| 第2回配信  | 2009年6月15日  | 少なくともここにいる一つの            |
| 第2回配信  | 2009年6月15日  | 雨の夜に君を想う                      |
| 第2回配信  | 2009年6月15日  | もうやめた                            |
| 第3回配信  | 2009年7月15日  | eternal lane                          |
| 第3回配信  | 2009年7月15日  | tears crown studio trip ver.          |
| 第3回配信  | 2009年7月15日  | old time water ver.                   |
| 第4回配信  | 2009年8月15日  | 繋ぎ星                                |
| 第4回配信  | 2009年8月15日  | 向日葵                                |
| 第4回配信  | 2009年8月15日  | 君に笑顔が戻りますように 深夜ver.     |
| 第5回配信  | 2009年9月15日  | One day is One step                   |
| 第5回配信  | 2009年9月15日  | ココロに麻酔silent ver.               |
| 第5回配信  | 2009年9月15日  | a cry from darkness little girls ver. |
| 第6回配信  | 2009年10月15日 | 涙レモン                              |
| 第6回配信  | 2009年10月15日 | 僕のハピネス                          |
| 第6回配信  | 2009年10月15日 | 口笛吹いて                            |
| 第7回配信  | 2009年11月15日 | 生きると言う事                        |
| 第7回配信  | 2009年11月15日 | 真っ白い曲 Fairy ver.                 |
| 第8回配信  | 2009年12月15日 | 繋ぎ星 X'mas ver.                     |
| 第8回配信  | 2009年12月15日 | ココロの鈴                            |
| 第9回配信  | 2010年1月15日  | スタンドライト                        |
| 第9回配信  | 2010年1月15日  | 夢のチカラ                            |
| 第10回配信 | 2010年2月15日  | この手                                |
| 第10回配信 | 2010年2月15日  | shining-fallen angel ver.             |
| 第11回配信 | 2010年3月15日  | 遠き地に思いを馳せて                  |
| 第11回配信 | 2010年3月15日  | tears crown heaven's ver.             |
| 第12回配信 | 2010年4月15日  | 湖に浮かぶ水精                        |
| 第12回配信 | 2010年4月15日  | マラソンランナー                      |

## 関連アーティスト
Smash Room公式ページ リリース情報より

### 作曲
- 晶akira
- アンジェラ・アキ（共作）
- Mi（エム・アイ）
- 奥村愛子
- 北出菜奈
- KinKi Kids
- 國府田マリ子
- 谷口宗一
- CHAGE and ASKA（共作）
  - ASKA（共作）
  - Chage
- 鳳山雅姫
- 永井真理子
- 久松史奈
- 平原綾香
- misono

### アレンジ/サウンドプロデュース
- I's CUBE（アイスキューブ）
- 晶akira
- 浅田信一
- 阿部真央
- 絢香
- YeLLOW Generation
- いきものがかり
- 石井明美
- EmiLy
- Mi（エム・アイ）
- LM.C（エルエムシー）
- theOYSTARS
- 大沢あかね
- 大森洋平
- 岡北有由
- 岡本真夜
- 奥田美和子
- Ｏｌｉｖｉａ
- KAB.
- 加山雄三
- 北出菜奈
- 久嶋美さち
- 國府田マリ子
- KOKIA
- Cocco
- 小南泰葉
- Sound Schedule
- 猿岩石
- しおり
- 下川みくに
- 白石涼子
- Syrup16g
- 白鳥マイカ
- SCANDAL
- 鈴里真帆
- Strawberry JAM
- SETSUNA SPIRAL
- The Turtles
- 田中秀典
- 谷口宗一
- Cheri
- 千葉紗子
- CHAGE and ASKA
  - Chage
- 千綿偉功
- 嗣永桃子
- DEPAPEPE
- 堂本剛（ENDLICHERI☆ENDLICHERI, 244 ENDLI-x）
- 鳳山雅姫
- 永井真理子
- ナスカ
- nicco
- 久松史奈
- 平原綾香
- Pee-Ka-Boo
- FAT BUG
- ビビアン・スー
- Buono!
- フクシマサトシ
- Platinum Peppers Family
- PLΛTINUM
- BLiSTAR
- ザ・ベイビースターズ
- 堀江由衣
- ザ・マスミサイル
- 南乃梨子
- misono
- 村田和美
- Mary-go round/M-G-R
- 矢井田瞳
- 矢野真紀
- 山口岩男/IWAO
- LUKA
- Wonderhead

### 楽器演奏（ギター、ベースなど）
- aiko
- I's CUBE（アイスキューブ）
- AKINO with bless4
- AKIHIDE
- あこりこ
- 浅井ひろみ
- 浅田信一
- 東野純直
- 阿部真央
- 亜波根綾乃
- 絢香
- 荒木真樹彦
- 嵐
- アンジェラ・アキ
- 杏里
- いきものがかり
- 泉川そら
- EAST END×YURI
- 井出綾香
- 稲垣潤一
- 井上陽水
- 宇井かおり
- 植村花菜
- The Water of Life
- 内田有紀
- Mi
- 遠藤久美子
- EmiLy
- LM.C
- エレファントカシマシ
- theOYSTARS
- 大黒摩季
- 大沢あかね
- 大知正紘
- 大塚愛
- 大槻ケンヂ
- 大友康平
- 大森靖子
- 大森洋平
- 緒方恵美
- 岡北有由
- 岡本真夜
- 奥井雅美
- 0930
- 奥田美和子
- 織田裕二
- 甲斐よしひろ
- 梶浦由記（FictionJunction YUUKA）
- 加藤いづみ
- COVER/BLUE AGE ORCHESTRA
- KAB.
- 加山雄三
- kalafina
- カルメン・マキ
- 川江美奈子
- 川村かおり
- KAN
- 北出菜奈
- 木村カエラ
- 久嶋美さち
- 清木場俊介
- Kiroro
- KinKi Kids
- 熊田曜子
- クミコ
- 黒夢
- 小泉今日子
- 國府田マリ子
- KOKIA
- Cocco
- 小南泰葉
- 今野登茂子
- 酒井美紀
- 坂本真綾
- 猿岩石
- See-Saw
- 椎名恵
- 椎名林檎
- しおり
- シギ
- 島谷ひとみ
- 下川みくに
- Jungle Smile
- JUJU
- JUDY AND MARY
- JUNIEL
- Syrup16g
- 少年隊
- 白石涼子
- 真矢
- スガシカオ
- SCANDAL
- 鈴木哲彦
- 涼宮ハルヒの憂鬱
- suzumoku
- 鈴里真帆
- supercell
- SMAP
- 世良公則
- theSoul
- SONIC GENERATIONS ORIGINAL SOUNDTRACK/BLUE BLUR
- DAIGO☆STARDUST（現DAIGO）
- タイナカサチ
- TIMESLIP-RENDEZVOUS
- 高橋克典
- 高橋孝
- 高橋優
- 髙橋真梨子
- 高橋由美子
- 巧（小出恵介）with シュアリー・スターズ
- 谷口宗一
- タンポポ
- チェキッ娘
- CHERRYBLOSSOM
- 千葉紗子
- CHAGE and ASKA
  - ASKA
  - Chage
- CHARA
- 千綿ヒデノリ
- つるの剛士
- D-LITE
- TETSU69
- DEPAPEPE
- Def Tech
- Do As Infinity
  - 伴都美子
- 堂本剛（ENDLICHERI☆ENDLICHERI・244 ENDLI-x）
- 德永英明
- .hack//SIGN
- ともさかりえ
- 鳳山雅姫
- 永井真理子
- 中川翔子
- 長澤知之
- 中島美嘉
- 中島みゆき
- 中村中
- 中村あゆみ
- 中村雅俊
- ナスカ
- 夏川りみ
- nangi
- 難波章浩
- NIKIIE
- nicco
- 西脇唯
- NEWS
- 秦基博
- ハナエ
- HAPPY DRUG STORE
- PUFFY
- 浜崎あゆみ
- 浜田省吾
- 林原めぐみ
- hàl
- ハルカトミユキ
- FictionJunction YUUKA
- 久松史奈
- 一青窈
- ビビアン・スー
- 平井堅
- 平野綾（涼宮ハルヒ）
- 平原綾香
- 広沢タダシ
- FUNKIST
- 飛蘭
- Buono!
- 福原美穂
- 福山雅治
- 藤井フミヤ
- PLΛTINUM
- BLiSTAR
- blue drops
- 堀江由衣
- Micro
- My Little Lover
- MAO/d（傳田真央）
- masao(フル、雨)
- ザ・マスミサイル
- 松任谷由実
- Me
- 水樹奈々
- 溝口肇
- misono
- 南乃梨子
- ミネハハ
- 宮川大聖みやかわくん
- miwa
- m.o.v.e
- MAY
- Mary-go round/M-G-R
- モーニング娘。
- 持田香織
- ももいろクローバーZ
- 森恵
- 森山良子
- 矢井田瞳
- 野猿
- やくしまるえつこ
- 柳田久美子
- 矢野真紀
- 山口由子
- 山崎まさよし
- YUKI
- ゆず
- 吉岡秀隆
- 吉田拓郎
- 吉野紗香
- 米倉利紀
- Love Cupids（ラブキューピッツ）[注釈 2]
- LANDS
- LiSA
- リズム怪盗R 皇帝ナポレオンの遺産
- little by little
- LUKA
- レミオロメン
- ザ・ワイルドワンズ
- 渡瀬マキ

その他、ゲーム音楽・CM・劇伴関係など。